# Pîhtii, Starokosteantîniv
Pîhtii (în ucraineană Пихтії) este un sat în comuna Berezne din raionul Starokosteantîniv, regiunea Hmelnîțkîi, Ucraina.

## Demografie
Componența lingvistică a localității Pîhtii
     Ucraineană (100%)
Conform recensământului din 2001, toată populația localității Pîhtii era vorbitoare de ucraineană (100%).